# Сумарочиха
Сумарочиха — река в Туруханском районе Красноярского края, правый приток Енисея. Общая протяжённость реки 92 км, площадь водосборного бассейна 1000 км². Впадает в Енисей на высоте 25 м над уровнем моря, напротив деревни Сумароково, в 1534 км от устья.
По данным государственного водного реестра России относится к Енисейскому бассейновому округу.

## Притоки
- Поляцкая — впадает в 8 км по левому берегу, длина 20 км[3];
- Удильная — впадает в 29 км по левому берегу, длина 30 км[4];
- Чёрная — впадает в 47 км по левому берегу, длина 31 км[5];
- Подсопочная — впадает в 52 км по левому берегу, длина 42 км[6].